# Nigéria nos Jogos Olímpicos de Verão de 1964
A Nigéria competiu nos Jogos Olímpicos de Verão de 1964 em Tóquio, Japão.  O país ganhou sua primeira medalha olímpica.

## Medalhistas

### Bronze
- Nojim Maiyegun - Boxe, Peso Médio-ligeiro